# Forêts des basses terres de Madagascar
Vous pouvez aider à l'améliorer ou bien discuter des problèmes sur sa page de discussion.
- Il ne cite pas suffisamment ses sources. Vous pouvez indiquer les passages à sourcer avec {{référence nécessaire}} ou {{Référence souhaitée}}, et inclure les références utiles en les liant aux notes de bas de page. (Marqué depuis avril 2024)
- Certaines informations devraient être mieux reliées aux sources mentionnées dans la bibliographie ou les liens externes. Améliorez sa vérifiabilité en les associant par des références. (Marqué depuis avril 2024)

- Archive Wikiwix
- Bing
- Cairn
- DuckDuckGo
- E. Universalis
- Gallica
- Google
- G. Books
- G. News
- G. Scholar
- Persée
- Qwant
- (zh) Baidu
- (ru) Yandex
- (wd) trouver des œuvres sur Wikidata

Localisation
Les forêts de basses terres de Madagascar sont une écorégion de forêt tropicale humide située sur la côte orientale de l'île de Madagascar.

## Cadre
L'écorégion constitue une étroite bande de forêts entre la côte est de Madagascar et les hauts plateaux du centre de l'île, du niveau de la mer à 800 mètres d'altitude. Elle couvre une superficie d'environ 112 600 kilomètres carrés. L'écorégion est sous l'influence directe des vents humides du sud-est, qui maintiennent un climat chaud et humide.
Ces forêts s'étendent de Marojejy dans le nord jusqu'à l'angle sud-est de l'île. À l'extrémité nord de l'écorégion, autour de Vohémar, la transition des forêts humides se fait vers les forêts sèches à feuilles caduques. À l'Est, à environ 800 mètres d'altitude, la transition se fait progressivement les forêts sub-humides de Madagascar. L'extrémité sud de l'écorégion se trouve au sommet des montagnes Anosyennes, où une bande étroite de forêt de transition marque le passage vers les fourrés épineux de Madagascar des régions privées de pluie par les montagnes.

## Flore
Les forêts de plaine sont caractérisées par des forêts denses à feuillage persistant, avec une canopée à plus de 30 mètres. Les genres typiques sont Dalbergia, Diospyros, Ocotea, Symphonia et Tambourissa. Au-dessus émergent Canarium, Albizia et Brochoneura acuminata. Les forêts de plaine ont une riche diversité de Pandanus, de bambous, et d'espèces d'orchidées épiphytes.
Les forêts pluviales malgaches sont en général mieux conservées que sur les hauts plateaux centraux, probablement en raison de la densité moindre de population due à la plus grande distance à la capitale par l'autoroute côtier. Il y avait une activité de brûlis dans les forêts tropicales de plaine, réduisant l'habitat forestier et appliquant une pression sur certaines espèces qui sont en voie de disparition. Le brûlis est une méthode parfois utilisée par les cultivateurs itinérants pour améliorer à court terme les rendements de ces terres. 

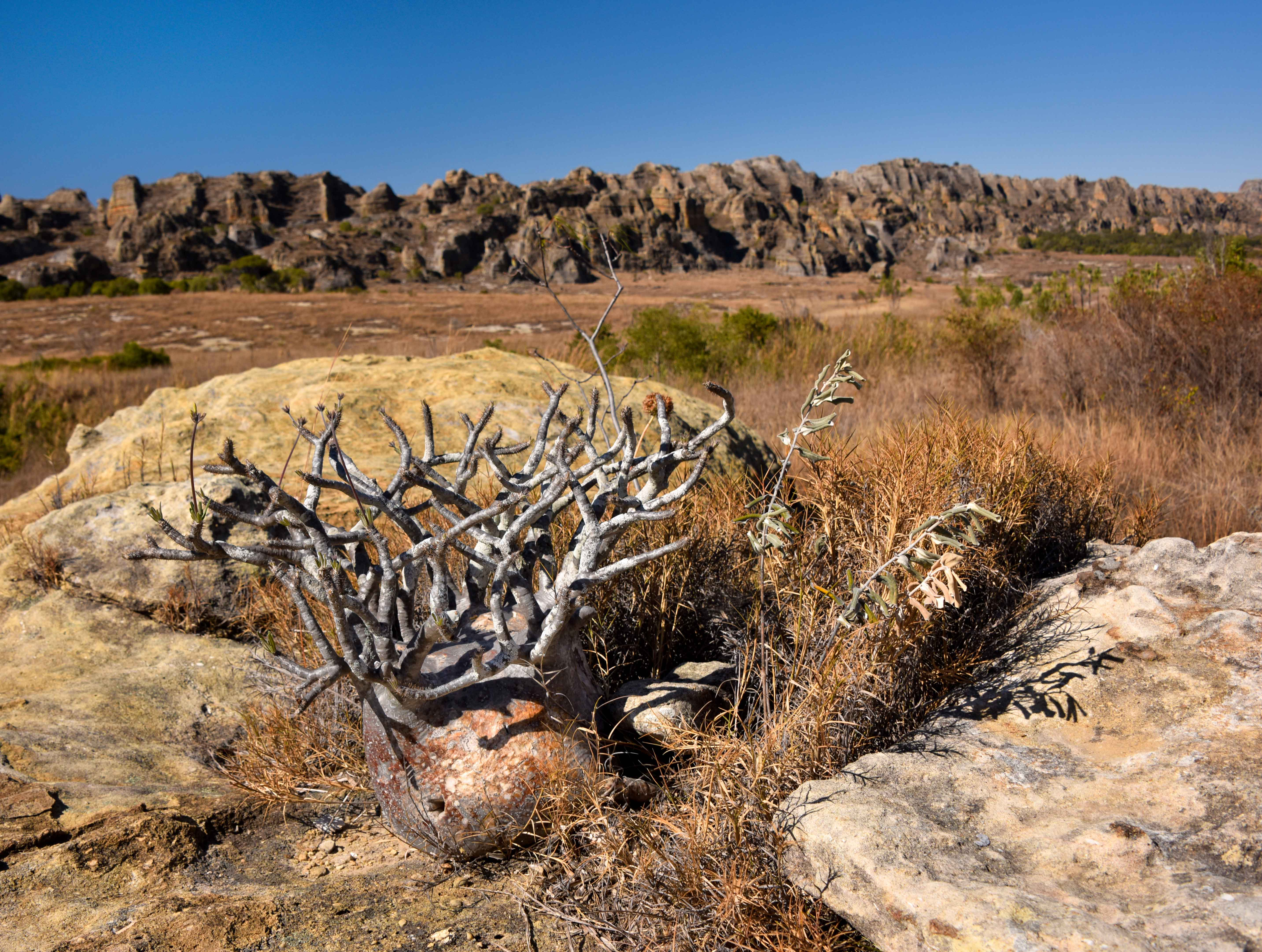
Pachypodium de Madagascar.

Quand il est pratiqué à plusieurs reprises, ou sans intervention des périodes de jachère, les sols pauvres en éléments nutritifs peuvent être épuisés ou érodés. Cette perte d'habitat est particulièrement importante en raison de la diversité biologique et de l'endémisme élevé inhérent de ces forêts. Une caractéristique intéressante de ces forêts est la présence de Pachypodium, souvent associés à des îlots xériques créés par un drainage efficace au niveau local.

## Faune
Les forêts de plaine constituent un grand réservoir de diversité et d'endémisme. presque tous les genres de mammifères endémiques de Madagascar y sont représentés, dont les cinq familles de lémuriens. Quinze espèces et sous-espèces de lémuriens sont endémiques et quasi-endémiques à cette écorégion, comme l'Aye-aye (Daubentonia madagascariensis), le Chirogale à oreilles velues (Allocebus trichotis), deux espèces de lémuriens à crinière (Varecia variegata, V. rubra), l'Indri (Indri indri), l'Avahi laineux (Avahi laniger), le Propithèque à diadème (Propithecus diadema), le Propithèque de Milne-Edwards (P. edwardsi), l'Hapalémur doré (Hapalemur aureus), le Grand Hapalémur (Prolemur simus), le Lémur à tête grise (Eulemur cinereiceps), le Lémur brun à collier (E. collaris), et le Lémur à ventre roux (E. rubriventer).

## Les aires protégées
On estime que seulement un tiers des forêts de plaine d'origine restent intactes. Sept pour cent de ces forêts restantes sont protégées dans des parcs nationaux et de réserves, comme le parc de Masoala, la Réserve de biosphère de Mananara (y compris le parc national de Verezanantsoro), la Réserve spéciale d'Ambatovaky et la Réserve naturelle intégrale et le parc national de Zahamena.